# Scotophilus
Scotophilus (Leach, 1821) è un genere di pipistrelli della famiglia dei Vespertilionidi.

## Etimologia
L'epiteto generico deriva dalla combinazione delle due parole greche σκοτος-, oscurità e -φίλος, amico.

## Descrizione

### Dimensioni
Al genere Scotophilus appartengono pipistrelli di medie dimensioni, con lunghezza della testa e del corpo tra 60 e 117 mm, la lunghezza dell'avambraccio tra 42 e 88 mm, la lunghezza della coda tra 40 e 65 mm e un peso fino a 22 g.

### Caratteristiche craniche e dentarie
Il cranio è robusto, con una cresta sagittale ben sviluppata. Gli incisivi superiori sono grandi e ben sviluppati. I molari hanno la disposizione delle cuspidi a W incompleta.
Sono caratterizzati dalla seguente formula dentaria:

### Aspetto
Il corpo è robusto. Le parti superiori sono generalmente bruno-giallastre, mentre quelle ventrali possono variare dal giallo-brunastro al bianco. In alcune forme esistono due fasi distinte della colorazione. La testa è grande, il muso è largo, con due masse ghiandolari sui lati. Le narici sono semplici e si aprono leggermente verso l'esterno. Le orecchie sono corte, triangolari, ben separate tra loro e smussate. Il trago è grande, lungo e falciforme, l'antitrago è ben sviluppato. I piedi sono relativamente grandi, mentre il calcar è robusto e provvisto di un lobo terminale spesso poco sviluppato. La coda è lunga e si estende leggermente oltre il margine esterno dell'uropatagio.

## Distribuzione e habitat
Il genere è diffuso in gran parte dell'Africa subsahariana, in Madagascar e nelle Isole Mascarene (Riunione), in Asia dal Medio Oriente fino alle Filippine e all'isola di Sulawesi.

## Tassonomia
Il genere comprende 18 specie:
- Scotophilus andrewreborii
- Scotophilus borbonicus
- Scotophilus celebensis
- Scotophilus collinus
- Scotophilus dinganii
- Scotophilus ejetai
- Scotophilus heathii
- Scotophilus kuhlii
- Scotophilus leucogaster
- Scotophilus livingstonii
- Scotophilus marovaza Goodman, Ratrimomanarivo & Randrianandrianina, 2006[4]
- Scotophilus nigrita
- Scotophilus nucella
- Scotophilus nux
- Scotophilus robustus
- Scotophilus tandrefana Goodman & al., 2005[3]
- Scotophilus trujilloi
- Scotophilus viridis